# Newton Falls
Newton Falls – wieś w USA, w północno-wschodniej części stanu Ohio, w hrabstwie Trumbul. Liczba mieszkańców w 2000 roku wynosiła 5006.